# 守谷市立守谷中学校
守谷市立守谷中学校（もりやしりつ もりやちゅうがっこう）は、茨城県守谷市百合ケ丘二丁目に所在する市立中学校。1947年（昭和22年）に学校組合立守谷中学校として開校し、守谷町立守谷中学校を経て現在の状態になった。
15学級編成（1年：5学級・2年：5学級・3年：5学級、2025年4月12日現在）。

## 概要
守谷市で最も歴史のある中学校である。市内の人口増加に伴い、当校から愛宕中学校、御所ケ丘中学校、けやき台中学校が分離した。2005年（平成17年）に校舎が新築された。

### 教育目標
出典
『知・徳・体が調和し、豊かな国際性と郷土を愛する心を持つ健康な生徒の育成』

## 沿革
出典
- 1947年（昭和22年） - 学校組合立守谷中学校として設置。
- 1955年（昭和30年） - 守谷町立守谷中学校に改称。
- 1961年（昭和36年） - 守谷町立大井沢中学校と統合。新たに守谷町立守谷中学校を設置。
- 1964年（昭和39年） - 校舎完成。竣工式及び校歌発表を行い、5月8日を創立記念日とする。
- 1983年（昭和58年） - 守谷町立愛宕中学校を分離。
- 1985年（昭和60年） - 守谷町立御所ケ丘中学校を分離。
- 1991年（平成3年） - 守谷町立けやき台中学校を分離。
- 2002年（平成14年） - 守谷市立守谷中学校に改称。
- 2005年（平成17年） - 校舎改築完了。
- 2020年（令和2年） - 3学期制から2学期制へ変更
- 2023年（令和5年） - 校舎増設完了。

上は、2010年の画像。現在C棟がある場所は駐車場になっていた。

## 部活動
守谷中学校には以下の部活動がある。（令和6年現在）
- 野球部（守谷市大会準優勝）
- サッカー部（茨城県大会出場）
- 男子バスケットボール部（茨城県大会第3位）
- 女子バスケットボール部（関東大会出場）
- 女子バレーボール部（茨城県大会第3位）
- 男子ソフトテニス部（関東大会出場・個人、茨城県大会出場・団体）
- 女子ソフトテニス部（茨城県大会出場・個人）
- 柔道部（関東大会出場・女子個人、茨城県大会第3位・男子個人）
- 剣道部（全国大会出場・女子個人、関東大会出場・女子団体、茨城県大会出場・男子個人及び団体）
- 吹奏楽部（茨城県吹奏楽コンテスト銀賞、茨城県アンサンブルコンテスト優秀賞）
- 美術部（各種コンクール入賞・入選）

## 学区
黒内小学校学区、大野小学校学区の全域が守谷中学校の学区となっている。当地域内には守谷市の旧市街地から、守谷駅周辺地区、新興住宅地ひがし野地区がある。
2016年までは守谷小学校の一部も学区だったが現在は外れている。

## 交通アクセス
- 首都圏新都市鉄道つくばエクスプレス守谷駅下車、徒歩6分。
- コミュニティバス｢モコバス｣Aルート「百合ケ丘二丁目」バス停下車、徒歩3分。